# Arzneimittel-Rhinitis
Als Arzneimittel-Rhinitis (lat. Rhinitis medicamentosa oder Rhinopathia medicamentosa) oder Privinismus bezeichnet man eine medikamentöse Rhinitis (also einen Schnupfen) durch langdauernde Anwendung von abschwellend wirkenden Nasensprays oder Nasentropfen.
Der Name Privinismus leitet sich von den unter dem Handelsnamen Privin (Naphazolin) schon seit Jahrzehnten vermarkteten Nasentropfen ab, deren langfristige Anwendung schließlich zur dauerhaften Anschwellung anstelle der gewünschten Abschwellung der Schleimhaut in den Nasenmuscheln führt. Meistens wird der Terminus Rhinitis medicamentosa inzwischen allgemein für die arzneimittelinduzierte Rhinitis (drug-induced rhinitis) verwendet, wie sie in seltenen Fällen auch etwa nach der Einnahme von Betablockern, ACE-Hemmern oder oralen Kontrazeptiva beobachtet wird; anderen Quellen zufolge ist er einer durch abschwellend wirkende Arzneistoffe verursachten Rhinitis vorbehalten.

## Pathophysiologie
Abschwellend (dekongestiv) wirkende Arzneistoffe stimulieren die α-Adrenozeptoren und bewirken so eine Verengung der Blutgefäße der Nasenschleimhaut, was zu deren Abschwellen führt. Der genaue Mechanismus für die Ausbildung des Privinismus ist nicht bekannt, es könnten vasodilatorische Effekte und intravaskulär entstehende Ödeme beteiligt sein.

## Therapie
Eine Normalisierung der Nasenatmung kann durch Absetzen der dekongestiv wirksamen Präparate erreicht werden, sofern der schlechten Nasenatmung nicht eine anatomische (beispielsweise  Septumdeviation) oder allergische Ursache zugrunde liegt, die entsprechend zu therapieren wäre. Nach einiger Zeit, die durchaus mehr als eine Woche betragen kann, geht dann die Nasenschleimhautschwellung wieder zurück. Diese Zeit wird von den Betroffenen als quälend empfunden, da das ursprünglich behandelte Symptom in verstärktem Maße auftritt. Eine lokale Behandlung mit Glucocorticoiden wie zum Beispiel Budesonid, Fluticason  oder Mometasonfuroat (Nasenspray) kann in dieser Zeit angezeigt sein, um die Beschwerden zu lindern. Alternativ ist auch eine einfache Ausschleichtherapie möglich. Durch das Ausschleichen kommt es nicht zu den quälenden Entzugssymptomen. Es hat sich bewährt, das Nasenspray alle fünf Tage um 50 % mit Kochsalzlösung (NaCl 0,9 %) zu verdünnen (Easy Ausschleichtherapie).